# Пластова присяга
Пластова присяга — це добровільна, зазвичай прилюдна і урочиста заява, якою пластун зобов'язується безумовно та невідклично дотримуватися Пластового Закону та Трьох Головних Обов'язків, працювати на користь Пласту та українського суспільства, а також не зробити якогось злого діла, хоч би які труднощі чи небезпеки довелося б поборювати.
Пластова присяга складається на національний або курінний прапор.
Пластове юнацтво складає Присягу після здачі першої пластової проби УПЮ, а старші пластуни та пластуни сеньйори — після виконня вимог, встановлених Крайовим Проводом.

## Історія
Автором тексту скаутської присяги є засновник світового скаутського руху Роберт Бейден-Поуел. Згідно з тогочасним скаутським церемоніалом, вступаючи до організації, скаут давав обітницю наступного змісту:
|  | Обіцяю чесно і сумлінно виконувати свої обов'язки супроти Бога і Короля, повсякчас допомагати ближнім, коритись скаутським законамОригінальний текст (англ.) On my honour I promise that I will do my best to do my duty to God and the King, to help other people al all times, to obey the Skout Law |

Після початку пластового руху на території сучасної України першу пластову присягу склали гуртки під керівництвом Олександра Тисовського у квітні 1912.
Сучасний текст Присяги запровадили наприкінці 1940 років.
Одна з перших пластових присяг після здобуття Україною незалежності була складена 6 травня 1990 року в Києві на день покровителя скаутів — святого Юрія.

## Текст присяги
|  | Присягаю своєю честю, що робитиму все, що в моїх силах, щоб бути вірним Богові і Україні, допомагати іншим, жити за Пластовим Законом і слухатись пластового проводу |

## Виноски
1. ↑  Джулинська, 2008, с. 9.
2. ↑  Яремченко, 1923, с. 19.
3. ↑  У Львові урочисто відзначили річницю першої пластової присяги (відео, оновлено). DailyLviv. 18 квітня 2015. Архів оригіналу за 27 липня 2015. Процитовано 28 липня 2015.